# Билко Качар
Билко Качар (Бања Лука, 1. октобар 1956) је југословенски атлетичар и репрезентативац.

## Биографија
Играо је рукомет и одбојку, бавио се пливањем, али се на крају опредијелио за атлетику. Прва крос трка на којој је учествовао одржана је почетком седамдесетих година на Тјентишту. Постао је јуниорски првак Балкана у трци на 1.500 м на шампионату одржаном у Карловцу (1975). Дванаест година био је репрезентативац Југославије. На Медитеранским играма у Сплиту (1979) био је четврти у дисциплини стиплчез (трка на 3.000 м са препрекама). Рекордер је БиХ у дисциплинама трчање на 5.000 м (14 минута, нула секунди и двије стотинке – резултат постигнут у Словенији 1980) и стиплчез (осам минута и 31 секунда – Норвешка 1981). Испунио је норму за Олимпијске игре у Москви (1980), али није отишао на припреме у Мексико, пошто је новац за те сврхе, који је Атлетски савез Југославије уплатио на рачун клуба, потрошен за друге намјене. Неодлазак на Олимпијске игре у Москву утицао је на прекид његове даље спортске каријере. Године 1979. био је члан тима Бање Луке на „Играма без граница“ у Лондону и проглашен је најбољим спортистом Босанске Крајине у избору листа „Глас“. Од 1993. живи у Гетеборгу (Шведска). Почасни је грађанин и заслужни спортиста Бање Луке.